# 伊勢めぐり
「伊勢めぐり」（いせめぐり）は、水森かおりの21枚目のシングル。

## 解説
- 三重県伊勢市内にある夫婦岩・五十鈴川・宇治橋などをテーマにしたご当地ソング。

## 収録曲
1. 伊勢めぐり（4分58秒）
作詞：田久保真見／作曲：弦哲也／編曲：伊戸のりお
2. 伊勢めぐり（オリジナル・カラオケ）
3. 伊勢めぐり（半音下げカラオケ）
4. 伊勢めぐり（半音下げカラオケ・ガイドメロ入り）
5. 鳥羽の旅（4分3秒）
作詞：旦野いづみ／作曲：弦哲也／編曲：伊戸のりお
6. 鳥羽の旅（オリジナル・カラオケ）
7. 鳥羽の旅（半音下げカラオケ）
8. 鳥羽の旅（半音下げカラオケ・ガイドメロ入り）